# Tito Mattei
Tito Eduardo Achille Mattei (Campobasso, 24 maggio 1839 – Londra, 30 marzo 1914) è stato un compositore, pianista e direttore d'orchestra italiano.

## Biografia

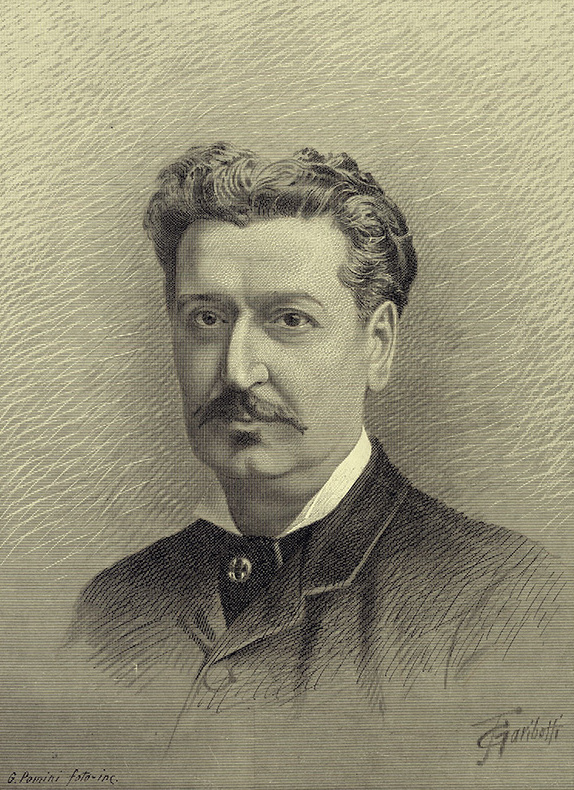
Tito Mattei ritratto da F. Garibotti

Nato a Campobasso, ha studiato a Napoli con Sigismond Thalberg, Carlo Conti (compositore), Michele Ruta, Luigi Lablache.
Definito un prodigio musicale, tenne il primo concerto nel 1846 all'età di 7 anni. Iniziò ad esibirsi in tutta Italia, Francia e Germania.
Nel 1852 fu nominato professore all'Accademia Nazionale di Santa Cecilia di Roma. Diede la prima esibizione pubblica a Londra nel 1853, anno in cui suonò al Vaticano per Papa Pio IX che lo insignì con una medaglia d'oro; Vittorio Emanuele II di Savoia era solito chiamarlo il mio pianista.
Nel 1863 si trasferì a Londra dove divenne direttore d'orchestra al His Majesty's Theatre. Mattei divenne cavaliere dell'Ordine dei Santi Maurizio e Lazzaro e fece parte di importanti società musicali come la Società Filarmonica di Firenze. Nel 1870 organizzò e condusse una stagione operistica a Londra.
Nel 1871 sposò Amalia Colombo (nata nel 1845) a Kensington (Londra). La loro figlia Mona Mattei nacque a Londra nel 1875.
Nel 1888 si unì alla loggia massonica Rothesay N°1687 a Londra.
Oltre a comporre, Mattei amava guidare auto sportive. Nel 1909, Mattei, quasi settantenne fu fermato dalla polizia per eccesso di velocità mentre guidava un'auto con a bordo l'avvocato americano Rufus Applegarth. Applegarth difese Mattei alla corte di giustizia nonostante non gli fosse permesso di difendere un cliente in una corte Inglese.
Nonostante fosse un musicista celebre, nell'ultimo periodo della sua vita non era ricco; nel 1901 viveva da solo a Paddington. Tito Mattei morì a Londra nel 1914.

## Opere
Scrisse centinaia di brani per pianoforte e alcuni ebbero un moderato successo tra cui il balletto Il ragno e la mosca, Per il bene del passato, Dear Heart, Non tornò, Non è ver, e Oh! Oh! Ascoltate soffiare il vento selvaggio.
Le sue opere includono Maria di Gand e l'opera comica La Prima Donna.
Contribuì alla musica del balletto "O Leave Me Not, Dear Heart" per l'opera burlesque Monte Cristo Jr. (1886). La eseguì al Gaiety Theatre di Londra, con un cast composto da Nellie Farren, Letty Lind and Marion Hood.
Molti dei suoi lavori sono stati eseguiti ai BBC Prom tra cui 'Non è ver' e 'Bianca'.